# Pret A Manger
Pret A Manger (fransk for "Klar til at spise") er en britisk kæde af sandwich-butikker. I januar 2007 blev nogle af butikkerne i kæden omdøbt til Pret. Firmaet blev grundlagt i London i 1986 af vennerne Sinclair Beecham og Julian Metcalfe.
Ifølge kæden laves alt af naturlige ingredienser og alle sandwiches bliver lavet i hver butiks eget køkken. Ifølge firmaet bliver alt, der ikke er solgt den dag, der er lavet, samlet ind og givet til forskellige steder, der giver mad til hjemløse. Deres sandwiches er pakket ind i papæsker, ikke plastik.
I 2001 købte McDonalds 33 % ikke-kontrollerende aktier i firmaet. Efter dette køb udvidede Pret i New York, USA (10 butikker) og Hong Kong (10 butikker). 85 % af Pret's salg er dog stadig i London, hvor også 3/4 af deres butikker er. I november 2006 var der 155 butikker i Storbritannien, hvoraf 118 af dem var i London.
Menuen indeholder bl.a. sandwiches, fyldte baguettes/flutes, supper, salater og kaffe. De har også forskellige desserter, muffins, kager og croissanter.